# Balyoz (staatsgreep)
Operatie Balyoz (Turks: Balyoz harekati) is de naam van in het verleden geplande vermeende coup door de Turkse strijdkrachten om de islamitische georiënteerde Partij voor Rechtvaardigheid en Ontwikkeling (AKP) omver te werpen als reactie op de verkiezingsoverwinning in november 2002. Letterlijk vertaald betekent balyoz in het Nederlands moker.
De legertop heeft direct na de verkiezingsoverwinning van de AK-partij een bijeenkomst gehouden waar de plannen van de coup zouden worden bedacht. Door de gecreëerde chaos zou het leger een wettige reden hebben om in te grijpen en de AKP dwingen om te laten aftreden wegens wanbestuur. Het leger zei dat de plannen werden besproken, maar alleen als onderdeel van een scenario-based oefening op een militair seminar.
De zaak werd zwaar bekritiseerd door de politieke oppositie vanwege de betrokkenheid van hooggeplaatste bureaucraten en juridische ambtenaren die dicht bij islamitische beweging van de verbannen geestelijke en AKP bondgenoot Fethullah Gülen stonden. Talrijke juridische fouten en onjuiste procedures kwamen in de hele zaak naar voren. Het oorspronkelijke document, waarvan werd beweerd dat het in 2003 was gecreëerd, was gemaakt in Microsoft Word 2007. Andere onregelmatigheden waren de vervalsing van handtekeningen van hooggeplaatste militairen, zoals dat van de chef van de generale staf Çetin Doğan.
Op 19 juni 2014 werden alle beschuldigden vrijgelaten uit de gevangenis omdat het Grondwettelijk Hof had bepaald dat hun rechten waren geschonden.

## Het plan
Het plan kwam voor het eerst in het daglicht toen er begin 2010 op het adres van de Turkse krant Taraf een koffer vol documenten werd afgeleverd met daarin 2000 pagina's en 19 cd-roms betreffende de Balyoz coup. Vermoedelijk heeft het plan een link met de ondergrondse organisatie Ergenekon, maar daarvoor zijn er geen concrete bewijzen gevonden. Cetin Dogan, de opperbevelhebber van het 1ste Turkse leger gelegerd in Istanbul, wordt ervan verdacht de leiding op zich te hebben genomen. Samen met andere hoog geplaatste generaals was hij de bedenker van het plan. Daarin stond het volgende:
- de Fatih-moskee en de Bayezid-moskee in istanbul zouden worden opgeblazen;
- er zou een Turkse straaljager neergehaald worden boven Griekse territoriale wateren waarvan later Griekenland de schuld zou krijgen.

Volgens uitgelekte geheime documenten van de voormalige Amerikaanse ambassadeur W.Robert Pearson zou het "ontbreken van eensgezindheid" binnen de legertop de reden zijn dat de coup niet uitgevoerd werd. De hoogstgeplaatste generaal en tevens de stafchef van de Strijdkrachten, generaal Hilmi Özkök,  wordt hierin als "de dwarsligger" genoemd. Hierdoor kon Yasar Buyukanit, de latere stafchef van de strijdkrachten geen partij kiezen. Daarmee werd de kans dat de coup daadwerkelijk uitgevoerd nihil.